# Le Mesnil-Adelée
Le Mesnil-Adelée ist eine französische Gemeinde mit 158 Einwohnern (Stand: 1. Januar 2022) im Département Manche in der Region Normandie. Sie gehört zum Arrondissement Avranches und zum Kanton Isigny-le-Buat. 
Sie grenzt im Nordwesten an Cuves, im Norden an Le Mesnil-Gilbert, im Nordosten, Osten und Süden an Juvigny les Vallées, im Südwesten an Reffuveille sowie im Westen an Les Cresnays.

## Geschichte
Als sich Frankreich im Zweiten Weltkrieg unter deutscher Besatzung befand, formierte sich der Widerstand der Résistance. Am 15. Juni 1944, nach der Landung der Alliierten in der Normandie, gelang es FFI-Kämpfern bei Le Mesnil-Adelée aus gefällten Bäumen eine unüberwindbare Straßensperre zu errichten und einen aus rund 20 Fahrzeugen bestehenden Konvoi, der von Saint-Lô nach Villedieu-les Poêles unterwegs war, zum Stillstand zu bringen. Amerikanische Flugzeuge konnten den deutschen Truppentransport darauf bombardieren und vollständig zerstören.

## Bevölkerungsentwicklung
| Jahr      | 1962 | 1968 | 1975 | 1982 | 1990 | 1999 | 2008 | 2018 |
| --------- | ---- | ---- | ---- | ---- | ---- | ---- | ---- | ---- |
| Einwohner | 334  | 277  | 234  | 194  | 151  | 167  | 191  | 166  |

## Sehenswürdigkeiten
- Kriegerdenkmal
- Kirche Saint-Blaise aus dem 19. Jahrhundert
- ehemalige Kirche

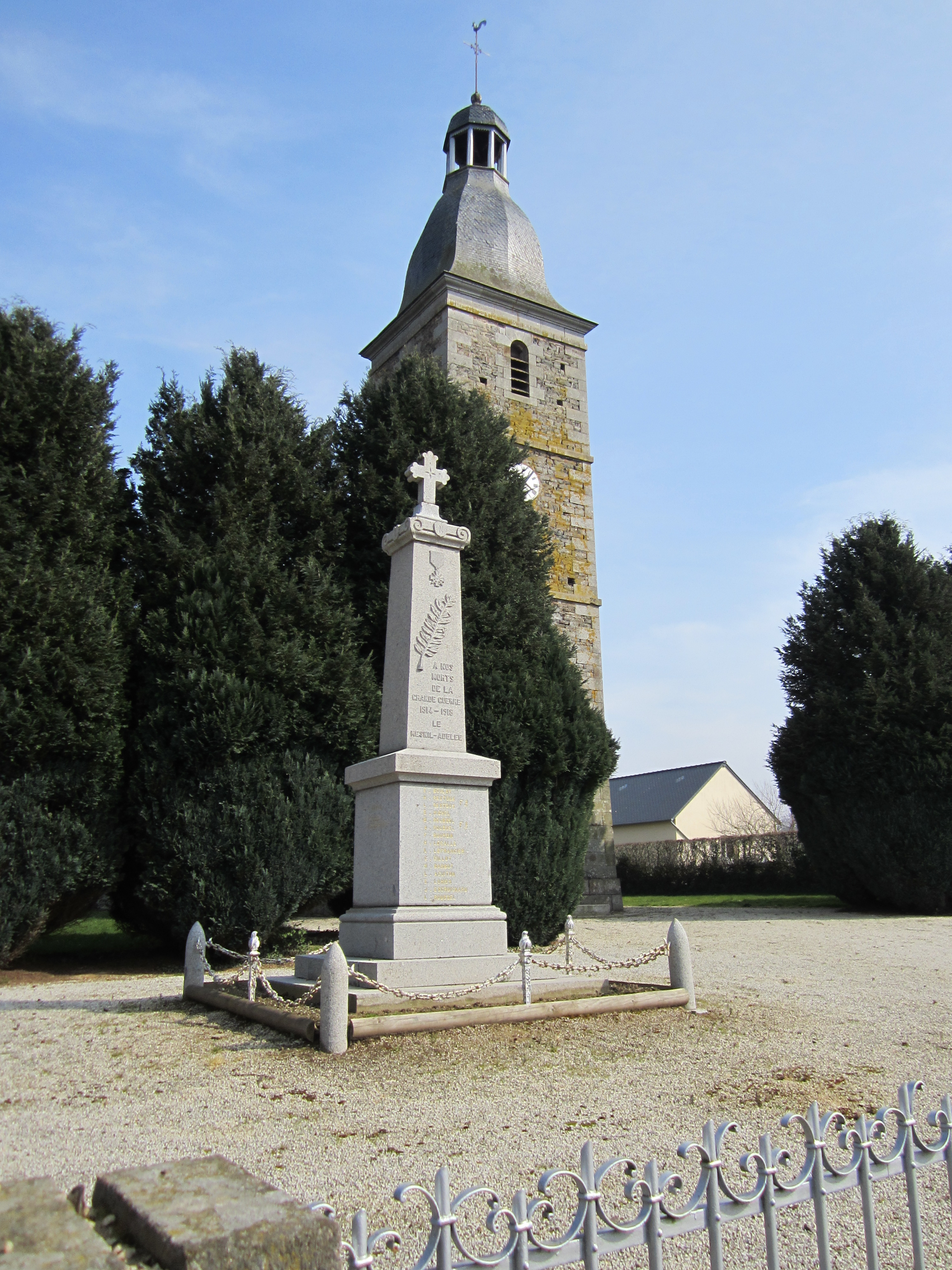
Kirche Saint-Blaise und Kriegerdenkmal
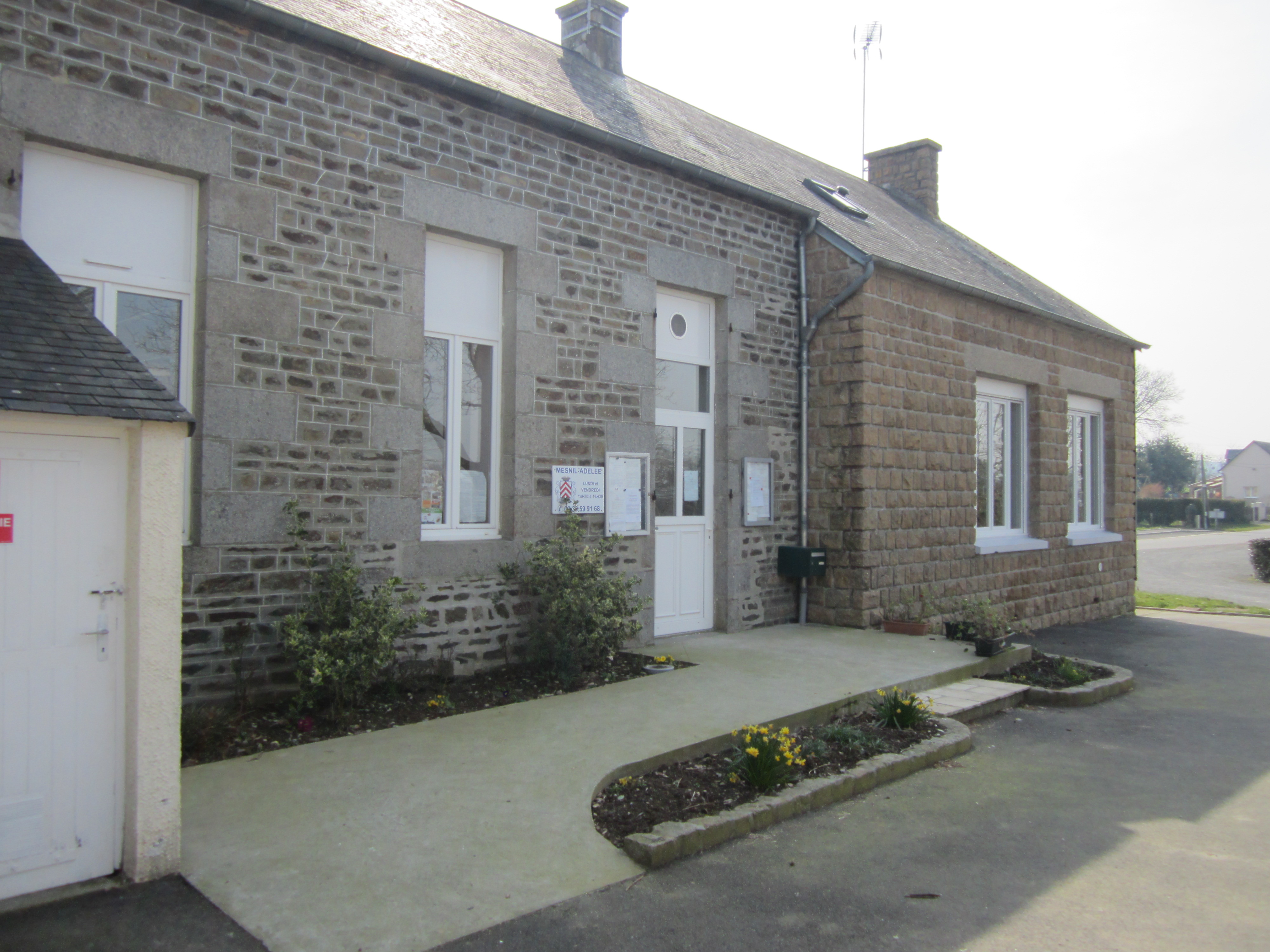
Mairie von Le Mesnil-Adelée